# Aspidophiura uniumbonata
Aspidophiura uniumbonata is een slangster uit de familie Ophiolepididae.
De wetenschappelijke naam van de soort werd in 1942 gepubliceerd door Murakami.